# Província de Sabana Occident
Sabana Occident és una de les 15 províncies del departament de Cundinamarca a Colòmbia. La seva capital és el municipi de Facatativá.
La província està formada per vuit municipis: Bojacá, El Rosal, Facatativá, Funza, Madrid, Mosquera, Subachoque i Zipacón.